# Anolis smallwoodi
Espèce
Synonymes
- Anolis equestris smallwoodi Schwartz, 1964
- Deiroptyx smallwoodi (Schwartz, 1964)
- Deiroptyx smallwoodi smallwoodi (Schwartz, 1964)
- Anolis equestris palardis Schwartz, 1964
- Anolis equestris saxuliceps Schwartz, 1964
- Deiroptyx smallwoodi palardis (Schwartz, 1964)
- Deiroptyx smallwoodi saxuliceps (Schwartz, 1964)

Anolis smallwoodi est une espèce de sauriens de la famille des Dactyloidae.

## Répartition
Cette espèce est endémique du Sud-Est de Cuba.

## Description
Les mâles mesurent jusqu'à 190 mm et les femelles jusqu'à 165 mm.

## Liste des sous-espèces
Selon The Reptile Database (12 avril 2013) :
- Anolis smallwoodi palardis Schwartz, 1964
- Anolis smallwoodi saxuliceps Schwartz, 1964
- Anolis smallwoodi smallwoodi Schwartz, 1964

## Étymologie
Cette espèce est nommée en l'honneur de James D. Smallwood.

## Publication originale
- Schwartz, 1964 : Anolis equestris in Oriente Province, Cuba. Bulletin of the Museum of Comparative Zoology, no 131, p. 405-428 (texte intégral).